# فيروز أباد (كوثر)
فيروز أباد هي قرية في مقاطعة كوثر، إيران. يقدر عدد سكانها بـ 489 نسمة بحسب إحصاء 2016.